# Sân bay Raipur
Sân bay Raipur (IATA: RPR, ICAO: VARP) là một sân bay nằm cách Raipur 20 km (12 mi) về phía nam, ở bang Chhattisgarh, Ấn Độ. Năm 2006, sân bay này chứng kiến tốc độ tăng lưu lượng khách 82%. Đây là sân bay thương mại duy nhất hoạt động ở Chattisgarh.

## Các hãng hàng không và các tuyến điểm
- Deccan (Delhi, Mumbai)
- Indian Airlines (Bhubaneswar, Delhi, Mumbai, Nagpur)
- Jet Airways (Delhi, Mumbai, Hyderabad, Ahmedabad, Bhopal, Indore, Nagpur)
- Kingfisher Airlines (Hyderabad, Indore, Pune, Kolkata, Ahmedabad)